# Stadion v Dolinci
Stadion v Dolinci je nogometni stadion, ki se nahaja v kraju Bilje v Občini Miren - Kostanjevica. 
Njegov domači klub je ND Bilje.

## Zgodovina
Stadion je bil zgrajen leta 1976, tri leta kasneje pa sum mu še dodali reflektorje. V letih 2000 in 2001 so ga obnovili in izboljšali garderobe ter dodali pomožna igrišča. Leta 2006 so mu dodali še 4 pomožno igrišče. Leta 2018 so ga opremili z umetno travo. 
Zadnjo posodobitev so izvedli leta 2024 ko so mu razširili tribuno, ki mu je povečala kapaciteto iz 300 sedežev na 500 sedežev.